# Амбах (Мюнзинг)
Амбах (нем. Аmbach) — район общины Мюнзинг в районе Бад-Тёльц-Вольфратсхаузен в Верхней Баварии. В Кирхдорфе-ам-Штарнбергер-Зее есть пристань для залива Байерише-Зеншиффарт.
Амбах был включен в состав района Хольцхаузен-ам-Штарнбергер-Зе главным городом 1 мая 1978 года в Мюнзинг.

## Достопримечательности
- Замок-усадьба Оберамбах
- Часовня, построенная в 1873/74 г.

## Личности
Родились в Амбахе:
- Аннамир Бирбихлер (1946—2005), актриса
- Йозеф Бирбихлер (1948), актер
- Мартин Э. Зюскинд (1944—2009), журналист и автор
- Патрик Зюскинд (1949), писатель

Связаны с Амбахом:
- Вальдемар Бонзельс (1880—1952), автор книги «Пчелка Майя и ее приключения»
- Иринг тен Ноевер де Брау (* 1938), художник и скульптор
- Анатоль Ренье (1945), писатель и музыкант
- Тильман Шпенглер (1947), китаевед, автор и публицист